# Petaloproctus terricolus
Petaloproctus terricolus är en ringmaskart som beskrevs av Jean Louis Armand de Quatrefages de Bréau 1866. I den svenska databasen Dyntaxa används istället namnet Petaloproctus terricola. Petaloproctus terricolus ingår i släktet Petaloproctus och familjen Maldanidae. Arten har ej påträffats i Sverige. Inga underarter finns listade i Catalogue of Life.